# Mike Krack
Michael "Mike" Krack, född 18 mars 1972, är en luxemburgsk ingenjör som är chief trackside officer för det brittiska Formel 1-stallet Aston Martin F1.
År 1998 inledde han sin yrkeskarriär när han började arbeta för BMW Motorsport som testingenjör. Tre år senare anslöt Krack till F1-stallet Sauber och arbetade som ingenjör för dataanalys. År 2003 utsågs han till att vara raceingenjör till Felipe Massa, en position han hade fram till och med säsong 2005 när Massa lämnade för Scuderia  Ferrari. Sauber blev samtidigt BMW Sauber och Krack befordrades till att vara chefsingenjör. I januari 2009 tog han steget över till Formel 3 och arbetade först för Kolles & Heinz Union och sen Hitech. År 2010 återvände han till BMW för att vara chefsingenjör för deras satsning i Deutsche Tourenwagen Masters (DTM). Nästan exakt två år senare gick han över till Porsche och deras motorsportavdelning för Le Mans Prototype. Han utsågs till chef för baningenjörerna för deras stall i World Endurance Championship. År 2014 återvände han till BMW och hade flera olika chefsbefattningar för deras motorsportsatsningar i bland annat Formel E och IMSA Sportscar Championship. Den 14 januari 2022 meddelade Aston Martin att man hade utsett Krack till ny stallchef efter att deras dåvarande stallchef och VD Otmar Szafnauer avgick den 5 januari. Den 10 januari 2025 lämnade han sin position som stallchef och blev istället chief trackside officer.